# シュガーカット
シュガーカットは、株式会社浅田飴が製造・販売している低カロリー甘味料の商品名である。
主要製品である「シュガーカットS」は還元麦芽糖水飴、還元水飴と水溶性食物繊維を主原料とし、強い甘み成分として人工甘味料のスクラロースが添加されている。これにより砂糖と同じ甘みに調整した時、カロリーは砂糖の2割程度だとしている。糖尿病の食事療法やダイエットのために糖質やカロリーを制限している顧客を想定している。
1973年から発売されており、日本のダイエット甘味料の先駆者とされている。

## 包装
「シュガーカットS」は食料品店向けではシュリンクラベル、薬局・ドラッグストア向けは紙箱と包装が異なる。
「シュガーカット」および「シュガーカットS」には一貫してモノクロの顔写真があしらわれている。これは発売当時の日本で痩身から想起された欧米の女性モデルをモチーフとしている。人によっては怖いと評される。

## 沿革
1973年に液体状甘味料「シュガーカット」を発売した。発売当時は還元麦芽糖にサッカリンナトリウムを添加していた。1976年に糖尿病や肥満症の患者用として特殊栄養食品（後の特別用途食品）病者用食品の許可を取得した。なお、2009年の健康増進法の改正によって特別用途食品の規格からは外れた。健康食品として大々的に宣伝を行い、浅田飴の販売経路を活用して売り上げを伸ばした。1982年時点で低カロリー甘味料の市場占有率首位であった。
粉末状や顆粒状の製品も展開し、1974年にソルビットにサッカリンナトリウムを添加した粉末状の「シュガット」を、1983年に還元麦芽糖を粉末化した「シュガーカット粉末」を、1992年にエリスリトールにステビア甘味料を添加した顆粒状甘味料「エリスリム」を発売した。
2009年3月には苦みも感じられるサッカリンナトリウムをスクラロースに置き換え、「シュガーカットS」として発売した。2012年3月にはカロリーゼロを特徴とする「シュガーカットゼロ」をラインナップに加えた。これに合わせてエリスリムの名称を「シュガーカットゼロ顆粒」に変更し、ブランド統一を図った。
低糖質な菓子の流行を受けて2012年頃から業務用の売り上げが拡大した。

## 関連商品
浅田飴はシュガーカットSのほかに以下の甘味料を展開している。
- シュガーカットゼロ - エリスリトールにスクラロースを添加し、カロリーゼロを特徴とする液体状甘味料[11]。
- シュガーカットゼロ顆粒 - エリスリトールにスクラロースを添加し、カロリーゼロを特徴とする顆粒状甘味料[12]。
- ナチュレS - 植物性由来の原料のみ、すなわち還元麦芽糖水飴、水溶性食物繊維、ステビア甘味料を使用していることを特徴とする液体状甘味料。2021年9月に発売[13]。
- シュガーカットナチュレ - 植物性由来の原料のみ、すなわちエリスリトール、ラカンカエキス、ステビア甘味料を使用し、カロリーゼロを特徴とする顆粒状甘味料。RIZAPと共同で2018年9月に発売[14]。
- カロリー60%オフオリゴ - 還元麦芽糖水飴、還元水飴、水溶性食物繊維、スクラロースに加えて、キシロオリゴ糖を使用していることを特徴とする液体状甘味料[15]。発売時の名称はDietオリゴ。
- さとうきび糖1/2 - ステビア甘味料を添加した砂糖[16]。